# Árkád (győri bevásárlóközpont)

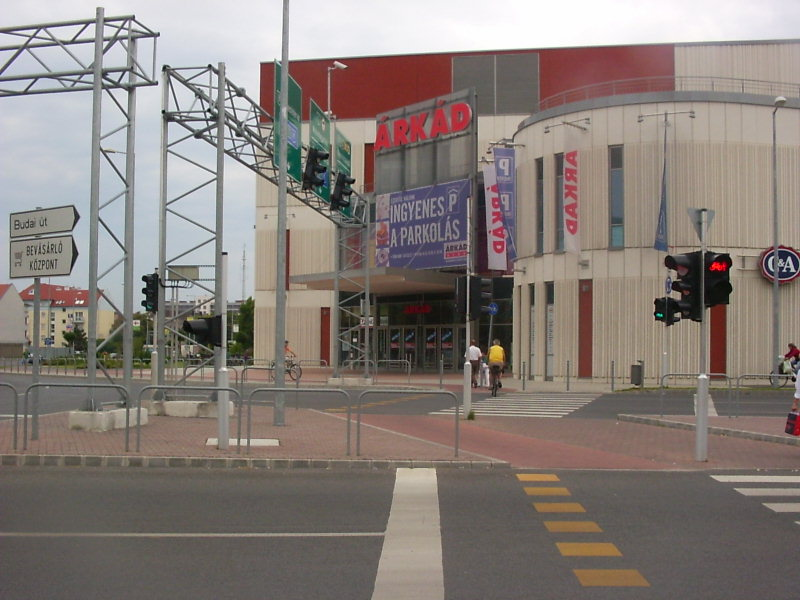
A győri ÁRKÁD üzletközpont

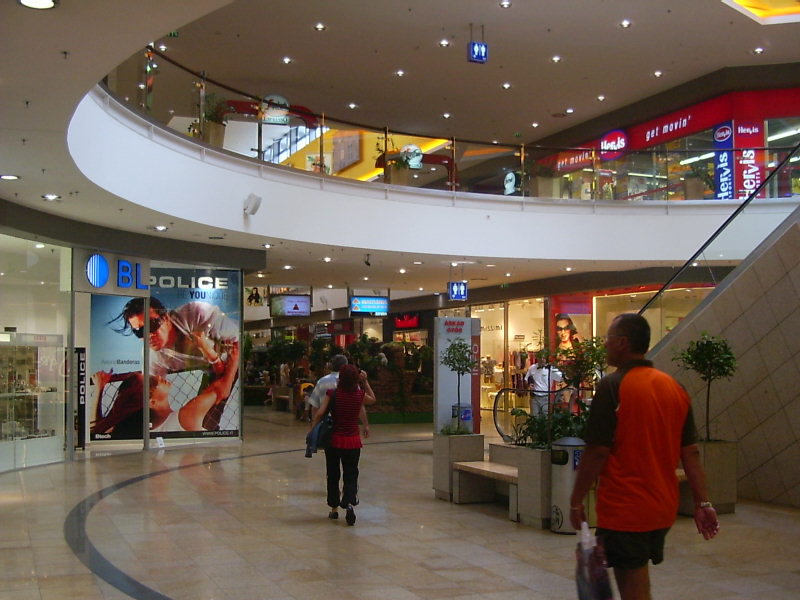
Az üzletközpont belseje

Az Árkád üzletközpont Győr város egyik újabb bevásárlóközpontja. Német befektetők építették. Az üzletközpont átadása előtt egy hónappal Magyarország 2. legnagyobb körgeometriás csomópontját építették ki, amelyhez az Árkád üzletközpont kiszolgálása is csatlakozik szervizúttal. Az önkormányzati területen mintegy másfél milliárd forintos beruházást valósítottak meg.
A Rába Magyar Vagon- és Gépgyár volt törzsgyára helyén lévő üzletközpont ezer embernek ad munkát. Harminchatezer négyzetméteren 113 kereskedelmi egység kapott helyet. Benne található még két nagy textiláruház, elektronikai szaküzlet, önkiszolgáló áruház, több márkakereskedő és éttermek várják a vásárlókat.

## Az üzletközpont leírása
A Rába Művek egykori telephelyén, a Budai úton felépült modern bevásárló- és szórakoztatóközpont, a győri ÁRKÁD két szinten elterülő közel 126 szaküzletével, kávéházával és éttermével a szórakozási és vásárlási lehetőségek egész tárházát nyújtja. Számos világszerte ismert márka, valamint győri és a régióból származó kereskedők nyitottak üzletet az áruházban. A kínálat súlypontját a ruha képezi. A magyar és a nemzetközi üzletek a divat minden területét lefedik, a fiatalos trendektől kezdve a sporton és a szabadidőruházaton át egészen a klasszikus estélyi és öltöny is megtalálható.

## Lehetőség a helyi kereskedelem számára
A bérbeadási koncepció szilárd alapját képezte a középvállalatok felé nyitott bérbeadás, amely erősíti a regionális kereskedelmet, egyben valódi fejlődési perspektívát is kínál számára. A győri ÁRKÁD-ban jelenlévő kiskereskedők nagy része a városból és környékéről származik. Az ismert nevek és üzletek saját, összetéveszthetetlen arculatot kölcsönöznek a bevásárlóközpontnak. Ezenfelül a magyar és nemzetközi ételeket és italokat felvonultató vendéglátó terület várja specialitások sorával a látogatókat. Az egész áruházban étterem és kávézó hívogatja a látogatókat kikapcsolódásra, ill. kínálkozik ideális találkozóhelyként a barátok és a családtagok számára.

## Új közlekedési kapcsolatok
A győri ÁRKÁD kitűnően kapcsolódik az úthálózathoz és a tömegközlekedési járatokhoz. Annak érdekében, hogy a forgalom zavartalan áramlása a bevásárlóközpont nyitása után is fennmaradjon, a beruházók saját költségükön átépíttették a Fehérvári út - Budai úti kereszteződést jelzőlámpával szabályozott körforgalommá. Ezenfelül újonnan kerültek kialakításra a győri ÁRKÁD körüli járdák és gyalogutak, melynek során összesen 36.000 m² útburkolat felújítására vagy új kialakítására került sor. Az autóval érkezők egyszerűen közelíthetik meg az áruház tetején és amellett található 1.150 ingyenes parkolóhelyet. A tömegközlekedési eszközökkel érkező látogatóknak is csak rövid utat kell megtenniük a bevásárlóközpontig. Három autóbusz közvetlenül az üzletközpont előtt áll meg, hat további buszjárat pedig 100 méteres körzetben.

## Építészeti kialakítás
A látogatók jó közérzetéhez nagyban hozzájárul az ÁRKÁD üzletházak építészeti kialakítása. A győri Árkád nagyvonalú és fénnyel elárasztott bevásárlóutcája két kereskedelmi szinttel várja a vásárlókat. Kiváló minőségű anyagok - gránit, rozsdamentes acél és sok üvegfelület - gondoskodnak az igényes környezetről. A külső homlokzat kiképzése kapcsán az építészek megoldása volt, hogy a betonhomlokzat erősen bordázott, amivel az áruknak a csomagoláson látható vonalkódjára emlékeztet. Ehhez speciális sablonokat kellett készíteni, amelyekbe a betont beleöntve az elemek elnyerték egyedi formájukat.
Rekordgyanús a győri áruház rendkívül rövid építési ideje. A 78.000 m² bruttó szintterületű épület mindössze 14 hónap alatt épült meg. Az építkezés fővállalkozója a Strabag ZRt. volt, amely nyílt közbeszerzési eljárásban nyerte el a megbízást. Minthogy már a budapesti és a pécsi ECE üzletközpontot is ez a vállalat építette, rendelkezett a betervezett szűk időkeretben történő építkezéshez szükséges tapasztalatokkal. A régió további impulzusokban részesül a közel 1.000 tartós munkahely révén, amelyek a győri ÁRKÁD megnyitásával keletkeznek. A közel 26 milliárd Ft (100 millió euró) összegű volt a beruházás.